# Camillo Pacetti

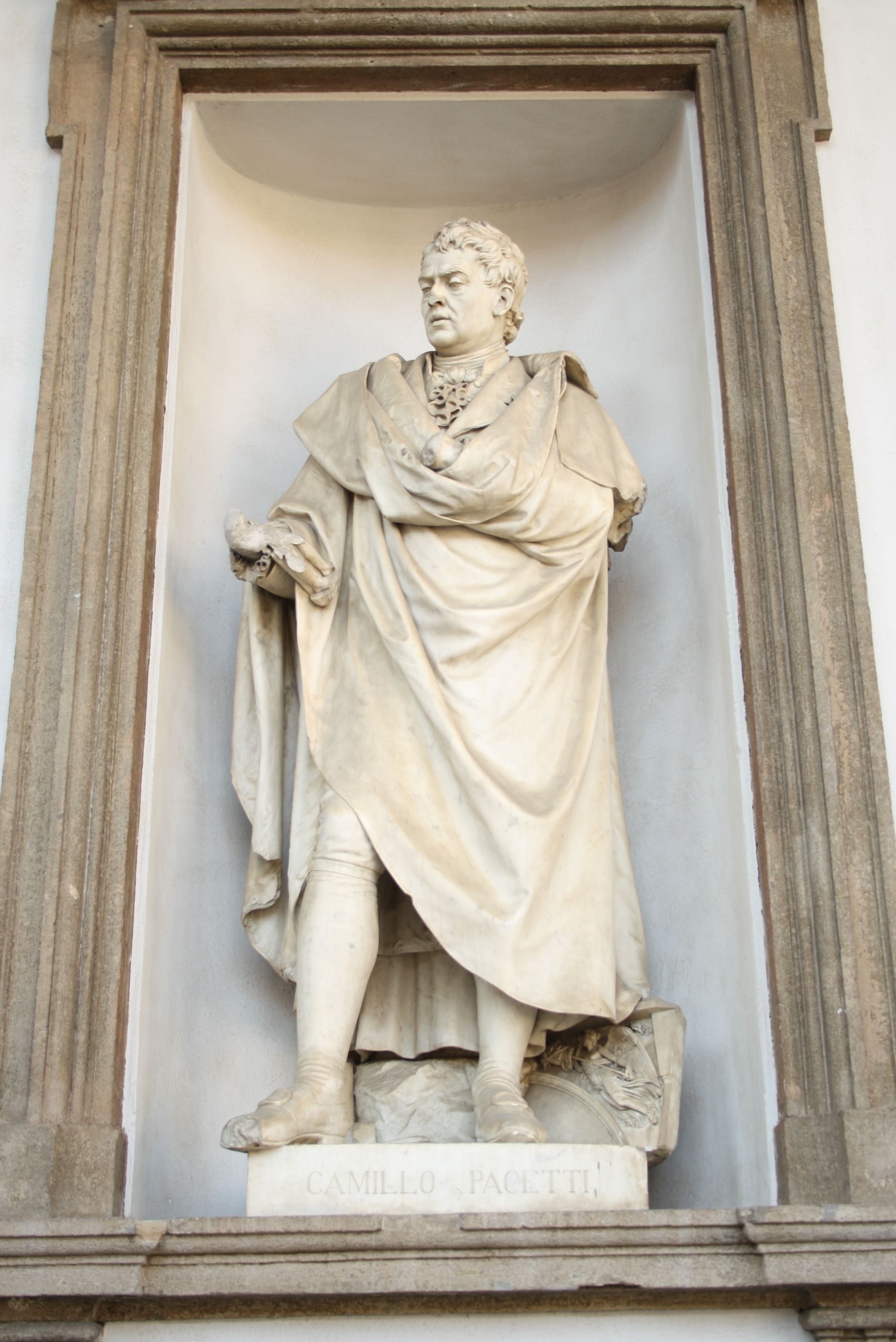
Statue Camillo Pacettis von Giuseppe Bayer am Palazzo di Brera, Mailand

Camillo Pacetti (* 2. Mai 1758 in Rom; † 14. Juli 1827 in Mailand) war ein italienischer Bildhauer.

## Leben
Camillo Pacetti wurde als drittes von fünf Kindern des Gemmenschneiders Andrea Pacetti und der Lucrezia Saiocchi in Rom geboren. Zusammen mit seinem älteren Bruder Vincenzo besuchte er die Accademia di San Luca, wo er 1775 einen Preis in der Bildhauerklasse für das Basrelief Judith zeigt dem Volk das Haupt des Holofernes erhielt. 1786/1787 fertigte er nach einem Entwurf seines Bruders Vincenzo vier Statuen für die Fassade der Dreifaltigkeitskirche in Viterbo. Von 1792 bis 1794 arbeitete er mit zahlreichen anderen Bildhauern unter der Leitung von Ennio Quirino Visconti als Restaurator für die Familie Borghese. Dabei kam er in Kontakt mit Antonio Canova und dem aufkommenden Klassizismus. Im Ersten Koalitionskrieg kämpfte er 1796 unter dem Kommando von Abbondio Rezzonico zur Verteidigung des Kirchenstaates.
Im Mai 1805 wurde Pacetti von Giuseppe Bossi als Nachfolger Giuseppe Franchis auf den Lehrstuhl für Bildhauerei an der Accademia di Brera in Mailand berufen. Er brachte
die Methoden der Accademia di San Luca nach Mailand, indem er die Schüler Kopien von antiken Statuen anhand von Gipsabgüssen fertigen ließ und sie in die Arbeiten an Mailänder Bauten mit einbezog. Mit regelmäßigen Wettbewerben und jährlichen Ausstellungen sorgte er für einen Aufschwung der Akademie.
Pacetti schuf sakrale, mythologische und allegorische Skulpturen in Marmor und Terrakotta und lieferte Modelle für Wedgewood-Porzellan unter der Leitung von John Flaxman. Er war an der Fertigstellung der Fassade des Mailänder Doms und der Ausschmückung des Arco della Pace beteiligt.
Zu seinen Schülern zählen unter anderen Abbondio Sangiorgio, Giuseppe Buzzi und Benedetto Cacciatori. Cacciatori, der die Tochter Pacettis geheiratet hatte, vollendete nach dessen Tod mehrere seiner Werke und gab die Statue Pacettis für den Palazzo di Brera an Giuseppe Bayer in Auftrag.

## Werke

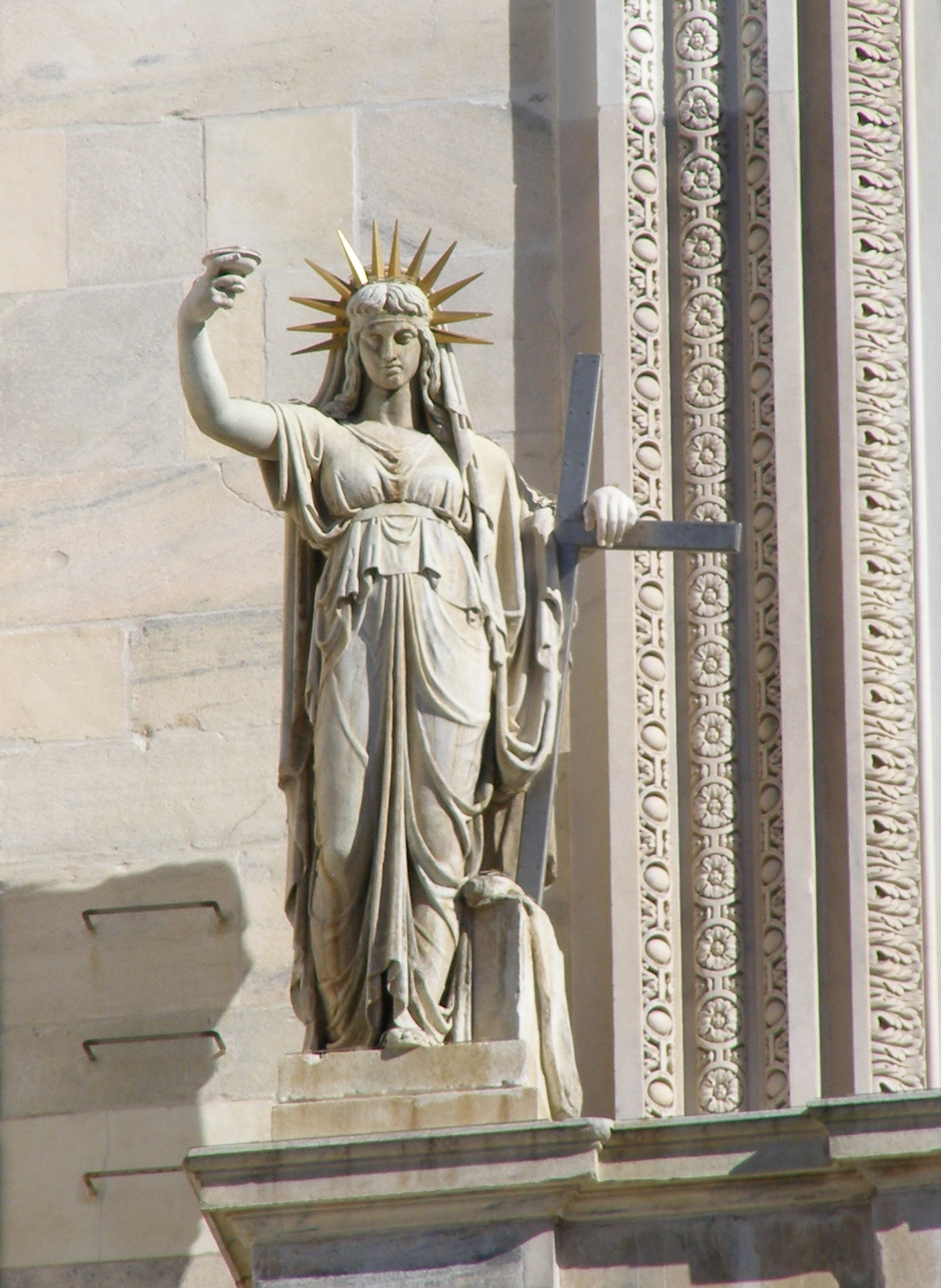
La legge nuova, Fassade des Mailänder Doms

- Marmorgruppe Napoleon erweckt Italien, Musée National du Château de Fontainebleau, 1807
- Napoleon, von den Tugenden gekrönt, Terrakotta, Galleria d’Arte Moderna, Mailand
- Die Spinnerin, 1808–1810, Galleria d’arte moderna, Mailand
- Kolossalstatuen hl. Jakobus der Ältere, Moses, Das neue Gesetz für die Fassade des Mailander Doms, 1810–1811
- Statue der hl. Marcellina, Basilika Sant’Ambrogio, Mailand, 1813
- Basreliefs Mars und Minerva, Arco della Pace, Mailand
- Statue des Erlösers, Hochaltar der Kirche Santa Maria presso San Celso, Mailand
- Porträtbüste von Andrea Appiani
- Porträtbüste von Giuseppe Bossi, Palazzo di Brera
- Porträtbüste von Papst Pius VII., heute im Musée des Beaux-Arts de Nantes
- Porträtbüste von Franz I. von Österreich, heute im Kunsthistorischen Museum Wien